# Fabrice Jeandesboz
Fabrice Jeandesboz (* 4. Dezember 1984 in Loudéac) ist ein französischer Bahn- und Straßenradrennfahrer.

## Karriere
Jeandesboz gewann 2003 und 2004 auf der Bahn jeweils die Silbermedaille in der Einerverfolgung der U23-Klasse. Im nächsten Jahr konnte er den Kampf um den Titel dann für sich entscheiden. Auf der Straße wurde er 2005 Gesamtdritter beim Critérium des Espoirs und fuhr Ende des Jahres als Stagiaire beim UCI ProTeam La Française des Jeux. 2006 gewann Jeandesboz den Grand Prix de Lys lez Lannoy und fuhr wieder für La Française des Jeux als Stagiaire. Ende 2007 und 2008 fuhr er für Bouygues Télécom als Stagiaire.
Im Jahr 2009 wechselte er als Neoprofi zum UCI Continental Team Besson Chaussures-Sojasun, welches seit 2010 als UCI Professional Continental Team unter dem Namen Saur-Sojasun fuhr. Für diese Mannschaft bestritt er 2011 seine erste Tour de France, die er als 73. der Gesamtwertung beendete. Zur Saison 2014 wechselte er zum Team Europcar. Im Jahr 2015 gewann er die dritte Etappe der Rhône-Alpes Isère Tour an der Spitze einer dreiköpfigen Ausreißergruppe und damit seinen ersten Wettbewerb des internationalen Kalenders.

## Erfolge
2005
- Französischer Meister – Einerverfolgung (U23)

2008
- Französischer Meister – Mannschaftsverfolgung mit Jérôme Cousin, Damien Gaudin und Sébastien Turgot

2010
- Mannschaftszeitfahren Tour Alsace

2015
- eine Etappe Rhône-Alpes Isère Tour

## Teams
- 2005 Française des Jeux  (Stagiaire)
- 2006 Française des Jeux (Stagiaire)
- 2007 Bouygues Télécom (Stagiaire)
- 2008 Bouygues Télécom (Stagiaire)
- 2009 Besson Chaussures-Sojasun
- 2010 Saur-Sojasun
- 2011 Saur-Sojasun
- 2012 Saur-Sojasun
- 2013 Sojasun
- 2014 Team Europcar
- 2015 Team Europcar
- 2016 Direct Énergie
- 2017 Direct Énergie